# Kim Bo-kyung
Kim Bo-kyung (kor. 김보경, ur. 6 października 1989 w Gurye) – południowokoreański piłkarz występujący na pozycji pomocnika. Zawodnik klubu Jeonbuk Hyundai Motors.

## Życiorys

### Kariera klubowa
Kim karierę rozpoczynał w 2008 roku drużynie piłkarskiej z uczelni Uniwersytet Hongik. W 2010 roku trafił do japońskiego Cerezo Osaka z J. League. Na sezon 2010 został jednak stamtąd wypożyczony do ekipy Oita Trinita z J. League 2. Po zakończeniu sezonu powrócił do Cerezo.
27 lipca 2012 podpisał 3-letni kontrakt z angielskim klubem Cardiff City, kwota odstępnego 3,00 mln euro. Następnie był zawodnikiem klubów: Wigan Athletic, Matsumoto Yamaga FC, Jeonbuk Hyundai Motors, Kashiwa Reysol i Ulsan Hyundai FC.
5 stycznia 2020 podpisał kontrakt z koreańskim klubem Jeonbuk Hyundai Motors. 

### Kariera reprezentacyjna
W reprezentacji Korei Południowej Kim zadebiutował 9 stycznia 2010 na stadionie Rand Stadium (Johannesburg, Południowa Afryka) w przegranym 2:4 towarzyskim pojedynku z Zambią. W tym samym roku znalazł się w drużynie na Mistrzostwa Świata. Nie wystąpił jednak na nich ani razu, a Korea Południowa zakończyła turniej na 1/8 finału.
W 2011 roku został powołany do kadry na Puchar Azji, a rok później na Letnie Igrzyska Olimpijskie 2012.

## Sukcesy

### Klubowe
Cardiff City
- Zwycięzca Football League Championship: 2012/2013

Jeonbuk Hyundai Motors
- Zdobywca drugiego miejsca K League 1: 2016
- Zwycięzca Azjatyckiej Ligi Mistrzów: 2016

Ulsan Hyundai FC
- Zdobywca drugiego miejsca K League 1: 2019

### Reprezentacyjne
Korea Południowa
- Zdobywca drugiego miejsca w Pucharze Azji Wschodniej: 2010
- Zwycięzca Pucharu Azji Wschodniej: 2019